# Hemierianthus fuscus
Hemierianthus fuscus är en insektsart som beskrevs av Marius Descamps 1973. Hemierianthus fuscus ingår i släktet Hemierianthus och familjen Chorotypidae. Inga underarter finns listade i Catalogue of Life.